# 音響魚雷

音響魚雷の仕組みの概略。2つの音響トランスデューサー（送受波器）が音に反応して発生した電圧によって電子回路は信号がどの方向から来たかを検出する。操舵回路は魚雷の進行方向を修正する。左右の音が等しい場合、魚雷は目標に到達するまで直線的な経路をたどる。

音響魚雷（おんきょうぎょらい、Acoustic torpedo）は、目標の特徴的な音を聞きながら、あるいはソナーを使って索敵しながら照準を合わせる音響誘導方式の魚雷。
音響魚雷は通常、中距離用に設計されており、潜水艦から発射されることが多い。

## 解説
最初の受動的音響魚雷は、第二次世界大戦中にアメリカ海軍とドイツ軍によってほぼ同時に開発された。ドイツ軍はG7e/T4 Falkeを開発し、1943年3月に潜水艦U-603、U-758、U-221に配備された。しかし、この魚雷はほとんど使用されず、1943年8月にT4の後継機であるG7es T5 Zaunkönig魚雷に移行した。T5は1943年9月、北大西洋を航行中の、連合国の輸送船団の商船や護衛艦に対して初めて広く使用された。
連合国側では、米海軍がMk24機雷を開発したが、これは実際には航空機が発射する対潜パッシブ音響追尾式魚雷であった。最初の量産型Mk24は1943年3月に米海軍に納入され、1943年5月に最初の実戦に投入された。潜水艦を目標に約204本の魚雷が発射され、37隻の枢軸国側潜水艦が撃沈され、さらに18隻が損傷した。
音響魚雷は登場以来、水上艦に対する有効な武器であると同時に、対潜水艦の武器としても機能することが証明された。現在では、音響魚雷は主に潜水艦に対して使用されている。

## 概要
音響追尾式魚雷は、先端部に音響トランスデューサーのパターンを装備している。これらのトランスデューサからの信号を位相遅延させることにより、一連の「音響ビーム」（ノイズエネルギーの入射角度に依存する音響信号感度の変化）を形成する。初期の音響追尾方式魚雷では「ビームパターン」は固定されていたが、より近代的な兵器では、コンピュータ制御によりパターンを変更することが可能になった。これらのセンサーシステムは、エンジンや機械の音、スクリュープロペラ のキャビテーションなど、標的そのものから発生する音を検出するパッシブソナー、またはソナーパルスでターゲットを「照らす」結果、ノイズエネルギーの反射に反応するアクティブソナーのいずれかを行うことができる。
音響魚雷は、現代の発射型誘導ミサイルに例えることができる。これは何を意味するかというと、敵（ほとんどの場合、潜水艦）は、それが行くどの方向でもソナーによって検出される。魚雷はまずパッシブソナーで、潜水艦を検知しようとする。魚雷のパッシブソナーが何かを検出すると、アクティブソナーに切り替えて標的を追跡し始める。このとき、潜水艦は回避行動を開始し、ノイズ発生器を配備している可能性もある。魚雷の論理回路は、ノイズ発生器に惑わされなければ、標的となる潜水艦固有の雑音に狙いを定める。
魚雷を発射する前に、ターゲットを「囲い込む」必要がある。発射台の火器管制システムが初期探索深度範囲を設定し、それが兵器の制御用コンピュータに渡される。探索パラメータは、標的の予想深度をカバーする。

### 運用用途
対策が普及する前の大西洋海戦における音響魚雷の最初のインパクトはとても大きく、いくら大袈裟に述べてもいいすぎるということはない。ドイツのUボートは、攻撃する護衛艦や商船に接近し、わずか3、400ヤードの至近距離でそれを行うことができる効果的な「発射して忘れる」兵器を手に入れたのである。1943年夏までに、ドイツのUボート作戦は、ビスケー湾での沿岸司令部の攻撃、輸送船団への商船空母の配備、ヘッジホッグや改良レーダーなどの新しい対潜技術、専用のハンターキラー護衛集団の使用などを統合した大規模な対潜努力に直面して、厳しい後退を経験していた。 
連合国の改良型護衛艦は航続距離が長く、海上での燃料補給により、護衛艦群の行動半径は数百マイルになった。1943年6月から8月にかけて、大西洋で沈没した商船の数はほとんどなかったが、Uボートの殺傷数は不釣り合いに増加し、ビスケー湾からの一般撤退を引き起こした。1943年9月のコンボイONS18/ON202への攻撃を皮切りに、音響魚雷は一時期、護衛艦や輸送船団を再び守勢に立たせることになった。

### 追尾対策

#### 第二次世界大戦中
ドイツのT5魚雷は、連合国のフォクサーの導入によって対抗された。フォクサーは、ドイツの音響魚雷を混乱させるために使われた英国製のソナーデコイのコードネームである。米国のコードネームFXRは1943年9月末にすべての大西洋横断護衛艦に配備されたが、すぐにより効果的なノイズ発生器であるファンフェアに取って代わられた。
この装置は、船の後方数百メートルに曳航された1つまたは2つのノイズ発生器で構成されていた。ノイズ発生器は機械的に船のプロペラよりはるかに大きなキャビテーションノイズを発生させた。このノイズによって、音響魚雷は燃料がなくなるまでノイズ発生器の周囲を旋回するパターンになり、艦の後方から注意を逸らすことができた。フォクサーの欠点は、船自身のASDICを無力化し、輸送船団を狙える他のUボートを近くに隠してしまうことであった。
それでも、FXR対策はドイツの音響魚雷を囮にするのに非常に効果的であることが証明された。Uボートから発射された約700本のG7es魚雷のうち、命中したのは77本だけだった。
Uボートを発見した艦は、デコイとは別に、音響魚雷を早めに発射させ、急旋回して魚雷の探知円弧範囲から外れ、Uボートを攻撃する「ステップ・アサイド」という作戦を英国のアナリストが開発した。

#### 第二次世界大戦後
AN/SLQ-25 Nixie（およびAN/SLQ-25Aおよびその亜種）は、受動的音響ホーミング魚雷に対する防御のために米海軍および同盟国の水上艦に配備される対魚雷用の曳航型デコイである。また、より近代的なシステムとして、AN/SLQ-61 Lightweight Tow (LWT) Torpedo Defense Mission Module (TDMM)がある。

### 捕獲Uボートから技術を入手
1944年6月4日のU505潜水艦の捕獲は、連合国がこの技術を初めて手に入れたことを示すものだった。
1944年9月、ロシアの海軍スペツナズは、ベリョゾヴィエ諸島沖でソ連の潜水艦追跡船Mo 103とMo 105の深度計によって浅瀬で沈められたドイツ潜水艦U-250から、T5魚雷を発見した。その後、G7es T-5 Zaunkönig 魚雷の主要部品は、ヨシフ・スターリンによって、英国海軍の専門家に提供されるよう命じられた。しかし、クロンシュタットまでの長旅の後、2人のイギリス海軍士官は潜水艦へのアクセスを許されず、手ぶらで帰国した。

## 魚雷事例
アメリカ合衆国
- RUR-5 ASROC - Ship-launched anti-submarine missile
- MK 48 - ADCAP submersion launch torpedo
- MK 24 / MK 27 - Passive homing surface / submersible fire torpedo
- MK 32  - Active homing surface / submersible / air fire torpedo